# 阿迪沙艾塔肯特足球會
阿迪沙艾塔肯特足球會是一家位於吉爾吉斯坎特足球俱樂部，俱樂部以當地一家啤酒廠命名，俱樂部創建於1992年。阿迪沙艾塔肯特於2022年奪得吉爾吉斯超級足球聯賽冠軍，首次參加亞洲足協盃。

## 榮譽
- 吉爾吉斯超級足球聯賽
  - 冠軍 (3): 2022, 2023, 2024
- 吉爾吉斯盃
  - 冠軍 (5): 2007, 2009, 2011, 2015, 2022
- 吉爾吉斯超級盃
  - 冠軍 (1): 2016
- Ala-Too Cup
  - 冠軍 (1): 2010